# Таволжанова
Таволжанова — упразднённая деревня в Абатском районе Тюменской области России. На момент упразднения входила в Тушнолобовское сельское поселение. Исключена из учётных данных в 1990-е годы.

## География
Деревня находилась в юго-восточной части Тюменской области, в лесостепной зоне, в пределах Ишимской равнины, к северу от реки Вавилон, на расстоянии примерно 12 километров (по прямой) к юго-западу от села Абатское, административного центра района. Абсолютная высота — 68 метров над уровнем моря.

## История
В «Списке населённых мест Российской империи» 1871 года издания (по сведениям 1868—1869 годов) населённый пункт упомянут как казённая деревня Ишимского округа Тобольской губернии, при речке Вавилоне, расположенная в 50 верстах от окружного центра города Ишим. В деревне насчитывалось 28 дворов и проживало 168 человек (77 мужчин и 91 женщина).
В 1926 году в деревне имелось 68 хозяйств и проживало 334 человека (162 мужчины и 172 женщины). В административном отношении Таволжан входил в состав Логиновского сельсовета Абатского района Ишимского округа Уральской области.

## Население
| 1989 |
| ---- |
| 0    |